# 23886 Toshihamane
23886 Toshihamane este un asteroid din centura principală de asteroizi.

## Descriere
23886 Toshihamane este un asteroid din centura principală de asteroizi. A fost descoperit pe 17 septembrie 1998 la Stația Anderson Mesa în cadrul programului LONEOS. Asteroidul prezintă o orbită caracterizată de o semiaxă mare de 3,13 ua, o excentricitate de 0,12 și o înclinație de 18,3° în raport cu ecliptica.